# Bahnstrecke Boston–Wilmington Junction
| Boston North Station (1890er) |                                              |                                            |                                            |
| Streckenlänge: | 31 km                                        |                                            |                                            |
| Spurweite: | 1435 mm (Normalspur)                         |                                            |                                            |
| Zweigleisigkeit: | heute: Fells–Reading früher: gesamte Strecke |                                            |                                            |
| |                                              |                                            |                                            |
| Gesellschaft: | MBTA                                         |                                            |                                            |
| Mitbenutzungsrecht: | PAR                                          |                                            |                                            |
| \| \| ca. -2 \| Boston MA (Haymarket Square) \| Boston MA (Haymarket Square) \| \| \| 0,00 \| Boston MA North Station \| Boston MA North Station \| \| \| \| Güterverbindungsbahn Boston \| \| \| \| \| Charles River \| (Hubbrücke) \| \| \| \| nach Lowell \| \| \| \| ? \| Güterbf. Charlestown \| Güterbf. Charlestown \| \| \| \| Verbindung nach Fitchburg \| \| \| \| \| Strecke Boston–Fitchburg \| \| \| \| \| Verbindung nach Lowell \| \| \| \| \| von Allston \| \| \| \| \| U-Bahn Boston (Orange Line) \| \| \| \| \| Anschluss Massport \| \| \| \| \| Verbindung Mystic Junction–Massport \| \| \| \| \| Verbindung von Mystic Junction \| \| \| \| 2,38 \| East Somerville MA \| East Somerville MA \| \| \| \| Interstate 93 \| \| \| \| \| Boston Elevated Railway \| \| \| \| \| nach Revere (Reading Junction) \| \| \| \| \| Mystic River \| \| \| \| 5,13 \| Wellington MA \| Wellington MA \| \| \| \| nach Medford (Medford Junction) \| \| \| \| 6,16 \| Edgeworth MA \| Edgeworth MA \| \| \| \| nach Lynn \| \| \| \| 7,48 \| Malden Center MA \| Malden Center MA \| \| \| \| Boston Elevated Railway (Pleasant Street) \| \| \| \| 8,35 \| Oak Grove MA \| Oak Grove MA \| \| \| 9,04 \| Fells \| Fells \| \| \| 10,04 \| Wyoming Hill (früher Wyoming) \| Wyoming Hill (früher Wyoming) \| \| \| 10,85 \| Melrose/Cedar Park MA (früher Melrose) \| Melrose/Cedar Park MA (früher Melrose) \| \| \| \| Bay State Street Railway (Franklin Avenue) \| \| \| \| 12,09 \| Melrose Highlands MA \| Melrose Highlands MA \| \| \| 13,63 \| Greenwood \| Greenwood \| \| \| 15,10 \| Wakefield Junction MA \| Wakefield Junction MA \| \| \| \| nach Newburyport und Peabody \| \| \| \| \| Bay State Street Railway (Albion Street) \| \| \| \| 15,93 \| Wakefield MA \| Wakefield MA \| \| \| \| Interstate 95 \| \| \| \| 19,36 \| Reading MA (alter Bf.) \| Reading MA (alter Bf.) \| \| \| \| Bay State Street Railway (Main Street) \| \| \| \| ? \| Reading MA (neuer Bf.) \| Reading MA (neuer Bf.) \| \| \| \| Bay State Street Railway (Woburn Street) \| \| \| \| 20,18 \| Reading Highlands MA \| Reading Highlands MA \| \| \| \| Bay State Street Railway (Lowell Street) \| \| \| \| \| Interstate 93 \| \| \| \| 26,26 \| North Wilmington MA (früher Wilmington) \| North Wilmington MA (früher Wilmington) \| \| \| \| von Wilmington (ab 1874) \| \| \| \| \| von Wilmington (bis 1848) \| \| \| \| 28,84 \| Wilmington Junction MA \| Wilmington Junction MA \| \| \| \| Verbindung nach Tewksbury \| \| \| \| \| Strecke Peabody–Tewksbury Junction \| \| \| \| \| Verbindung von Peabody \| \| \| \| \| nach Agamenticus \| \| |                                              |                                            |                                            |
| Kopfbahnhof Streckenanfang (Strecke außer Betrieb) | ca. -2                                       | Boston MA (Haymarket Square)               | Boston MA (Haymarket Square)               |
| Kopfbahnhof Strecke bis hier außer Betrieb | 0,00                                         | Boston MA North Station                    | Boston MA North Station                    |
| Abzweig geradeaus und ehemals von rechts |                                              | Güterverbindungsbahn Boston                | Güterverbindungsbahn Boston                |
| Brücke über Wasserlauf |                                              | Charles River                              | (Hubbrücke)                                |
| Abzweig geradeaus und ehemals nach links |                                              | nach Lowell                                | nach Lowell                                |
| Dienststation / Betriebs- oder Güterbahnhof | ?                                            | Güterbf. Charlestown                       | Güterbf. Charlestown                       |
| Abzweig geradeaus und nach links |                                              | Verbindung nach Fitchburg                  | Verbindung nach Fitchburg                  |
| Kreuzung (Querstrecke außer Betrieb) |                                              | Strecke Boston–Fitchburg                   | Strecke Boston–Fitchburg                   |
| Abzweig geradeaus und nach links |                                              | Verbindung nach Lowell                     | Verbindung nach Lowell                     |
| Abzweig geradeaus und von links |                                              | von Allston                                | von Allston                                |
| Kreuzung mit U-Bahn geradeaus unten |                                              | U-Bahn Boston (Orange Line)                | U-Bahn Boston (Orange Line)                |
| Abzweig geradeaus und nach rechts |                                              | Anschluss Massport                         | Anschluss Massport                         |
| Kreuzung (Querstrecke außer Betrieb) |                                              | Verbindung Mystic Junction–Massport        | Verbindung Mystic Junction–Massport        |
| Abzweig geradeaus und von links |                                              | Verbindung von Mystic Junction             | Verbindung von Mystic Junction             |
| Dienststation / Betriebs- oder Güterbahnhof | 2,38                                         | East Somerville MA                         | East Somerville MA                         |
| Strecke mit Straßenbrücke |                                              | Interstate 93                              | Interstate 93                              |
| Kreuzung mit U-Bahn geradeaus unten (Querstrecke außer Betrieb) |                                              | Boston Elevated Railway                    | Boston Elevated Railway                    |
| Abzweig geradeaus und nach rechts |                                              | nach Revere (Reading Junction)             | nach Revere (Reading Junction)             |
| Brücke über Wasserlauf |                                              | Mystic River                               | Mystic River                               |
| ehemaliger Haltepunkt / Haltestelle | 5,13                                         | Wellington MA                              | Wellington MA                              |
| Abzweig geradeaus und nach links |                                              | nach Medford (Medford Junction)            | nach Medford (Medford Junction)            |
| ehemaliger Bahnhof | 6,16                                         | Edgeworth MA                               | Edgeworth MA                               |
| Abzweig geradeaus und ehemals nach rechts |                                              | nach Lynn                                  | nach Lynn                                  |
| Bahnhof | 7,48                                         | Malden Center MA                           | Malden Center MA                           |
| Kreuzung geradeaus oben (Querstrecke außer Betrieb) |                                              | Boston Elevated Railway (Pleasant Street)  | Boston Elevated Railway (Pleasant Street)  |
| ehemaliger Haltepunkt / Haltestelle | 8,35                                         | Oak Grove MA                               | Oak Grove MA                               |
| Dienststation / Betriebs- oder Güterbahnhof | 9,04                                         | Fells                                      | Fells                                      |
| Haltepunkt / Haltestelle | 10,04                                        | Wyoming Hill (früher Wyoming)              | Wyoming Hill (früher Wyoming)              |
| Bahnhof | 10,85                                        | Melrose/Cedar Park MA (früher Melrose)     | Melrose/Cedar Park MA (früher Melrose)     |
| Kreuzung (Querstrecke außer Betrieb) |                                              | Bay State Street Railway (Franklin Avenue) | Bay State Street Railway (Franklin Avenue) |
| Haltepunkt / Haltestelle | 12,09                                        | Melrose Highlands MA                       | Melrose Highlands MA                       |
| Haltepunkt / Haltestelle | 13,63                                        | Greenwood                                  | Greenwood                                  |
| Dienststation / Betriebs- oder Güterbahnhof | 15,10                                        | Wakefield Junction MA                      | Wakefield Junction MA                      |
| Abzweig geradeaus und nach rechts |                                              | nach Newburyport und Peabody               | nach Newburyport und Peabody               |
| Kreuzung (Querstrecke außer Betrieb) |                                              | Bay State Street Railway (Albion Street)   | Bay State Street Railway (Albion Street)   |
| Haltepunkt / Haltestelle | 15,93                                        | Wakefield MA                               | Wakefield MA                               |
| Strecke mit Straßenbrücke |                                              | Interstate 95                              | Interstate 95                              |
| Dienststation / Betriebs- oder Güterbahnhof | 19,36                                        | Reading MA (alter Bf.)                     | Reading MA (alter Bf.)                     |
| Kreuzung (Querstrecke außer Betrieb) |                                              | Bay State Street Railway (Main Street)     | Bay State Street Railway (Main Street)     |
| Haltepunkt / Haltestelle | ?                                            | Reading MA (neuer Bf.)                     | Reading MA (neuer Bf.)                     |
| Kreuzung (Querstrecke außer Betrieb) |                                              | Bay State Street Railway (Woburn Street)   | Bay State Street Railway (Woburn Street)   |
| ehemaliger Haltepunkt / Haltestelle | 20,18                                        | Reading Highlands MA                       | Reading Highlands MA                       |
| Kreuzung geradeaus oben (Querstrecke außer Betrieb) |                                              | Bay State Street Railway (Lowell Street)   | Bay State Street Railway (Lowell Street)   |
| Strecke mit Straßenbrücke |                                              | Interstate 93                              | Interstate 93                              |
| Haltepunkt / Haltestelle | 26,26                                        | North Wilmington MA (früher Wilmington)    | North Wilmington MA (früher Wilmington)    |
| Abzweig geradeaus und von links |                                              | von Wilmington (ab 1874)                   | von Wilmington (ab 1874)                   |
| Abzweig geradeaus und ehemals von links |                                              | von Wilmington (bis 1848)                  | von Wilmington (bis 1848)                  |
| Dienststation / Betriebs- oder Güterbahnhof | 28,84                                        | Wilmington Junction MA                     | Wilmington Junction MA                     |
| Abzweig geradeaus und ehemals nach links |                                              | Verbindung nach Tewksbury                  | Verbindung nach Tewksbury                  |
| Kreuzung (Querstrecke außer Betrieb) |                                              | Strecke Peabody–Tewksbury Junction         | Strecke Peabody–Tewksbury Junction         |
| Abzweig geradeaus und ehemals von rechts |                                              | Verbindung von Peabody                     | Verbindung von Peabody                     |
| Strecke |                                              | nach Agamenticus                           | nach Agamenticus                           |

Die Bahnstrecke Boston–Wilmington Junction ist eine Eisenbahnstrecke in Massachusetts (Vereinigte Staaten). Sie ist rund 31 Kilometer lang und verbindet die Städte Boston, Somerville, Medford, Malden, Melrose, Wakefield, Reading und Wilmington. Die normalspurige Strecke gehört heute der Massachusetts Bay Transportation Authority, die den Personenverkehr betreibt. Außerdem verkehren Güterzüge der Pan Am Railways, die ein Mitbenutzungsrecht für die Strecke besitzt.

## Geschichte
Die Boston and Maine Railroad betrieb Anfang der 1840er Jahre Züge von Boston nach Maine, die zwischen Boston und Wilmington die Hauptstrecke der Boston and Lowell Railroad mitbenutzen mussten. Da es hier immer wieder zu Behinderungen im Betriebsablauf kam, plante die Bahngesellschaft, eine eigene Strecke nach Boston parallel zur Boston&Lowell zu bauen. Gleichzeitig wollte man Orte anbinden, die östlich der Boston&Lowell-Strecke lagen und bis dato keinen direkten Eisenbahnzugang hatten, wie Reading, Wakefield, Melrose und Malden. Am 16. März 1844 erhielt die Boston and Maine Extension Railroad Company die Konzession für die Strecke. Die Gesellschaft wurde am 16. April formal aufgestellt und führte den Bau aus. Die Strecke konnte am 1. Juli 1845 für den Verkehr freigegeben werden. Den Betrieb führte die Boston&Maine, die am 10. September 1845 die Strecke kaufte. Da die Stadt Boston auf der Canal Street keine Dampflokomotiven erlaubte, mussten die Züge von dort bis zum Endbahnhof am Haymarket Square mit Ochsen gezogen werden. Wenige Jahre später erhielt die Bahngesellschaft jedoch die Betriebsgenehmigung für Dampfzüge bis in den Endbahnhof. Bereits in den 1850er Jahren wurde dieser Endbahnhof aus Platzgründen stillgelegt und eine größere Station an der Causeway Street an der Stelle der heutigen North Station gebaut. Der Abschnitt von dort zum Endbahnhof Haymarket Square wurde stillgelegt und ging im Straßenbahnnetz der Stadt auf, das in diesem Bereich schon bald darauf unter die Erde verlegt wurde und heute Teil der U-Bahn Boston ist.
Der Verkehr auf der Strecke entwickelte sich gut und die anfangs eingleisige Strecke wurde in den 1850er Jahren zweigleisig ausgebaut. Nachdem die Boston&Maine andere Bahngesellschaften übernommen hatte, die ebenfalls eigene Endbahnhöfe in Boston betrieben, wurde 1893 die Boston North Station, zunächst als North Union Station eröffnet. 
1958 schloss die Boston&Maine mehrere Stationen entlang der Strecke für den Personenverkehr, nämlich Somerville, Wellington, Edgeworth, Oak Grove und Fells. Im folgenden Jahr stellte sie den Personenverkehr zwischen Reading und Wilmington Junction ein. Fernzüge und Regionalzüge, die über Reading hinausfahren sollten, wurden über die frühere Boston&Lowell-Hauptstrecke umgeleitet. Nun verkehrten nur noch Vorortzüge von Boston nach Reading über die Strecke. Das zweite Gleis nördlich von Reading wurde daraufhin abgebaut. Ab 1972 wurde auch zwischen Reading Junction und Fells nur noch eingleisig gefahren, da der Platz neben der Bahnstrecke für den Bau einer U-Bahn-Linie benötigt wurde, die 1977 bis Oak Grove fertiggestellt wurde. Zwar wurden am Sullivan Square in Somerville und in Oak Grove auch Bahnsteige an der Eisenbahn gebaut, jedoch hielten die Vorortzüge hier nicht. Ein Umsteigen in die U-Bahn ist lediglich am Bahnhof Malden Center möglich, den beide Verkehrsmittel nutzen. 
Seit 1976 betreibt die Massachusetts Bay Transportation Authority (MBTA) sowohl die U-Bahn als auch die Vorortzüge. Sie hatte die Bahnstrecke von der Boston&Maine übernommen, die jedoch weiterhin ein Mitbenutzungsrecht innehatte. Dieses Recht ging 1983 auf die Guilford Transportation über, die die Boston&Maine übernahm und die seit 2006 unter dem Namen Pan Am Railways firmiert. Im Dezember 1979 eröffnete die MBTA den Personenverkehr nördlich von Reading wieder, indem sie die meisten Vorortzüge nach Haverhill nicht mehr über Wilmington, sondern über Reading führte. In North Wilmington wurde für diese Züge ein neuer Haltepunkt an der Stelle des früheren Bahnhofs errichtet.

## Streckenbeschreibung
Die Strecke begann am Haymarket Square in Boston. Sie führte auf der Canal Street entlang bis zur Causeway Street, wo sich heute die Boston North Station befindet. Die Strecke überquert den Charles River mittels einer Hubbrücke. Direkt danach schließt sich der Güterbahnhof Charlestown an, wo die Bahn nach Norden abbiegt. Sie unterquert in Somerville die U-Bahn, die hier als Hochbahn ausgeführt ist. Diese U-Bahn, die Orange Line, führt nun unmittelbar neben der Eisenbahn entlang ebenfalls nach Norden. Im weiteren Verlauf wird dann der Mystic River überquert. Die Bahnstrecke führt nun durch den Stadtteil Wellington der Stadt Medford, in deren Zentrum hier eine kurze Zweigstrecke abführt. Weiter nordwärts erreicht die Bahn nun Malden und den gemeinsam mit der U-Bahn genutzten Bahnhof Malden Center. Der Endbahnhof der U-Bahn in Oak Grove ist zwar auch als gemeinsamer dreigleisiger Bahnhof ausgebaut, jedoch halten hier die Vorortzüge nicht. 
Im weiteren Verlauf binden mehrere Haltepunkte die Städte Melrose und Wakefield an. In Wakefield zweigten einst zwei Eisenbahnstrecken ab, die in Richtung Nordosten verliefen. Heute dient nur noch eine der beiden Strecken als kaum genutztes Anschlussgleis. In Wakefield biegt die Trasse nach Nordwesten ab und erreicht nach wenigen Kilometern Reading. Früher wurden hier zwei Stationen bedient, die jedoch in den 1970er Jahren geschlossen und durch eine zwischen den beiden gelegene neue Station ersetzt wurde. Obwohl hier viele Züge enden, steht nur ein einfacher Bahnsteig am durchgehenden Streckengleis zur Verfügung. Züge, die abgestellt werden sollen, fahren nach der Ankunft zurück bis zum alten Bahnhof Reading, wo sich Abstellgleise befinden. Die Bahnstrecke ist ab dem alten Bahnhof Reading wieder eingleisig und führt über mehrere Kilometer bis nach North Wilmington. Nach der Einstellung des Personenverkehrs auf diesem Abschnitt wurde der Bahnhof geschlossen, jedoch 1979 wiedereröffnet, nun als Haltepunkt mit einem äußerst kurzen Bahnsteig, der das Aus- und Einsteigen nur an einem Wagen erlaubt. Kurz darauf ist der Knotenpunkt Wilmington Junction erreicht, der sich mitten im Wald befindet. Der frühere Personenbahnhof diente ausschließlich zum Umsteigen in die beiden hier abführenden bzw. kreuzenden Bahnstrecken.

## Personenverkehr
Seit jeher spielt der Personenverkehr auf der Bahnstrecke eine große Rolle. 1869 verließen den Bahnhof Boston täglich 41 Züge, die auf der Strecke verkehrten. Acht davon fuhren nach Medford, 15 Züge fuhren bis Wakefield Junction und teilweise weiter auf die dort abführenden Strecken, zehn Züge fuhren bis Reading und die übrigen acht Züge fuhren nach Wilmington Junction und weiter in Richtung Lawrence. Der Verkehr ging etwas zurück, nachdem um 1900 mehrere Überlandstraßenbahnen eröffnet wurden, die ebenfalls Wilmington und Boston verbanden. Eine dieser Strecken verlief parallel zur Bahnstrecke und verband die gleichen Orte. 1916 verkehrten dennoch montags bis freitags 47, samstags 52 und sonntags 16 Züge ab Boston. Danach ging der Bedarf merklich zurück, da viele Pendler auf eigene Fahrzeuge umstiegen. 1941 fuhren wochentags noch 40 Züge, 1960 noch 29 Züge. Die MBTA bietet 2010 an Wochentagen 23 Züge an, von denen zehn nur bis Reading fahren. Am Wochenende fahren sechs Züge, die alle nach Haverhill weiterfahren.